# Zozan
Zozan o Zauzan (en persa:زوزن; también romanizado como Zūzan y Rūzān) es una localidad en el distrito de Jolgeh Zozan, condado de Jaf, provincia de Jorasán Razaví, Irán. En el censo de 2006, su población era de 2.183, con 479 familias.

## Historia
Zozan fue el sitio de una antigua ciudad. La ciudad histórica de Zozan (Zauzan) se encuentra a una distancia de 41 kilómetros de la ciudad histórica de Jargard y es como una cebolla rectangular. Su antiguo castillo se encuentra en el lado sur y la mezquita principal, perteneciente al período Juarismi con planta de dos balcones, se encuentra en el lado occidental de la ciudad.
Algunos de sus monumentos, como la mezquita principal pueden compararse con otras mezquitas tempranas como la mezquita de Gonbad o la mezquita de dos balcones de Jorasán, además de otras obras como sus qanats comparables con los qanats de Bam. Sus sistemas de riego en forma de presas, a su escala actual, son únicos.
Este sitio está en la lista provisional iraní para su nominación como Patrimonio de la Humanidad por la UNESCO.

## Personas notables
- Hamza ibn Ali ibn Ahmad, líder fundador de los drusos.[4]
- Abu Sahl Zauzani, estadista persa que sirvió como secretario jefe de los gaznávidas brevemente en 1040, y luego desde 1041 hasta una fecha desconocida.[5]